# La Sainte Fille
Pour plus de détails, voir Fiche technique et Distribution.
La Sainte Fille (en espagnol : La niña santa) est un film argentin réalisé par Lucrecia Martel, sorti en 2004.

## Synopsis
Amalia et Josefina, deux amies de seize ans, cherchent leur vocation. Le Dr Jano, qui assiste à un colloque de médecine à l’hôtel où habitent Amalia et sa mère, Helena, y perd ses illusions.

## Fiche technique
- Réalisation : Lucrecia Martel
- Scénario : Lucrecia Martel, Juan Pablo Domenech
- Sociétés de production :
- Producteur : Lita Stantic
- Distribution :
- Image : Félix Monti
- Décor : Fernando Brun
- Costumes : Julio Suárez
- Son :
- Montage : Santiago Ricci
- Musique : Andres Gerszenzon
- Attaché de presse :
- Genre : Drame
- Durée : 106 minutes
- Pays :  Argentine
- Langue : espagnol
- Son :
- Image : couleur
- Date de sortie en salle :

## Distribution
- Mercedes Morán : Helena
- Carlos Belloso (es) : Dr Jano
- Alejandro Urdapilleta (es) : Freddy
- María Alché : Amalia
- Julieta Zylberberg : Josefina
- Mía Maestro : Inés
- Marta Lubos : Mirta
- Arturo Goetz : Dr Vesalio
- Alejo Mango : Dr Cuesta

## Distinctions
Le film a été présenté en sélection officielle en compétition au Festival de Cannes 2004.